# University of Notre Dame

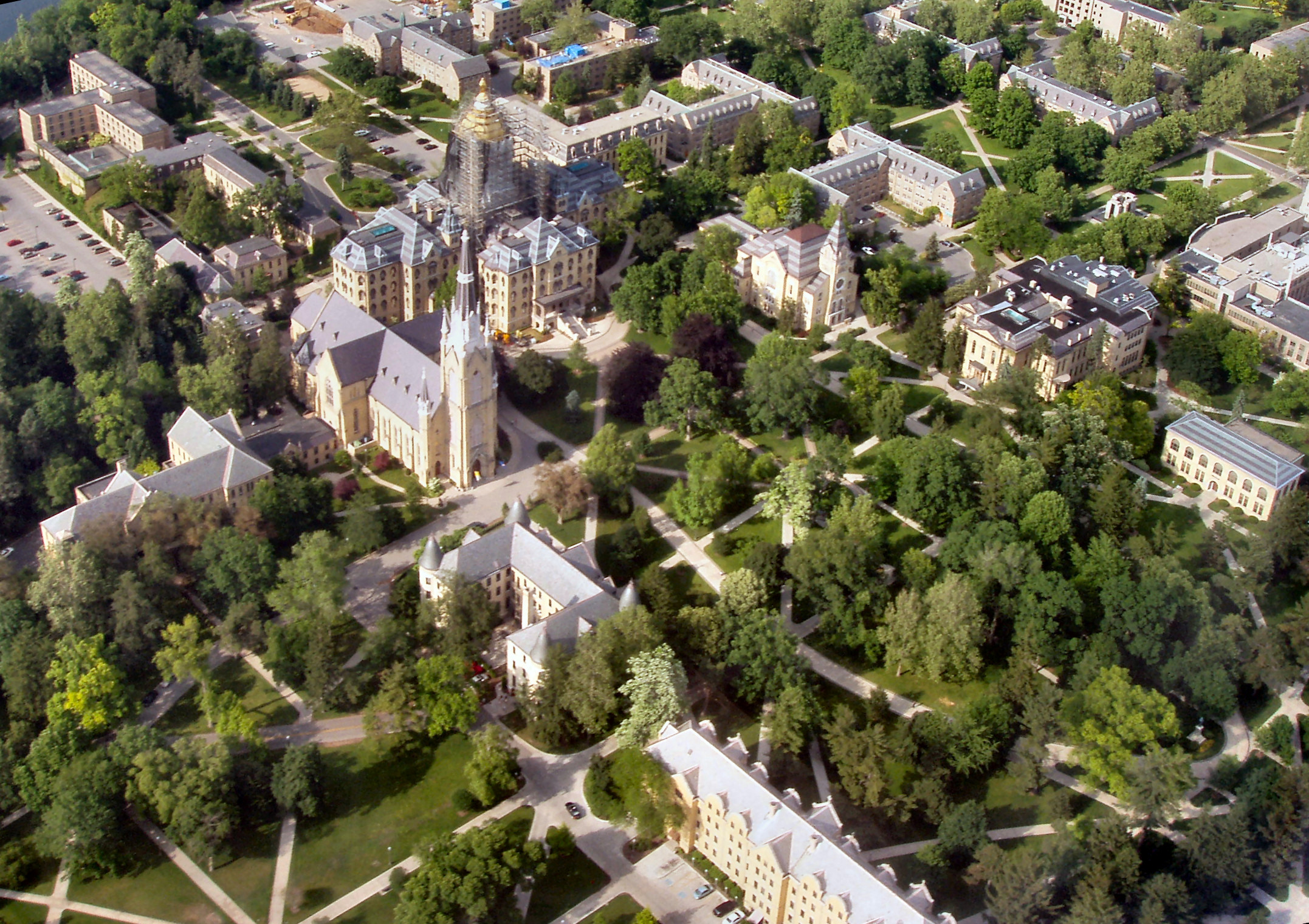
Jádro univerzitního kampusu. Uprostřed je sídlo vedení univerzity, slavný Golden Dome se sochou Panny Marie na kopuli, vlevo pak Basilica of the Sacred Heart.

University of Notre Dame du Lac je katolická univerzita ve státě Indiana u South Bendu. Založena byla 26. listopadu 1842 sedmi bratry z Kongregace svatého Kříže, v jejichž čele stál Edward Sorin.

## Jméno
Notre Dame du Lac je do češtiny přeložitelné jako Naše Paní na jezeře. Zatímco Naše Paní je jednoznačně srozumitelný odkaz na jeden z titulů Panny Marie, na jezeře je patrně inspirováno některým ze dvou jezer v kampusu univerzity, který v současné době zabírá 1 250 akrů.

## Historie

### Pozvání Obamy
V březnu 2009 vedení univerzity rozpoutalo rozsáhlý skandál, když pozvalo jako slavnostního řečníka na slavnostní vyřazování absolventů Baracka Obamu a zároveň oznámilo, že mu univerzita udělí čestný doktorát. To vyvolalo silné pobouření mezi katolíky vzhledem k extrémně propotratovým postojům a rozhodnutím prezidenta Obamy, protestní petice proti jeho pozvání, kterou organizuje Cardinal Newman Society, deklarovala k 8. květnu 2009 více než 354 tisíc podpisů (zatímco její protipetice necelých 35 tisíc), otevřený nesouhlas s pozváním a udělením doktorátu vyjádřilo k 7. květnu 68 amerických biskupů.
Kardinál George, arcibiskup Chicaga, výslovně prohlásil, že toto pozvání je ostudné a že University of Notre Dame zjevně nechápe, co to znamená být katolickou univerzitou, a John Michael D'Arcy, biskup diecéze, v níž univerzita leží, oznámil, že se slavnostního vyřazování absolventů tento rok nezúčastní. Většina biskupů upozornila, že univerzita svým rozhodnutím porušuje rozhodnutí biskupské konference z roku 2004, které zakazuje katolickým institucím poctít osoby, které oponují zásadním morálním stanoviskům katolické církve.
Koncem dubna na protest proti Obamovu pozvání odmítla Laetare Medal univerzity a odvolala svůj slavnostní projev na University of Notre Dame profesorka práva na Harvardu a bývalá velvyslankyně USA při Svatém stolci, Mary Ann Glendon.
Je to první případ odmítnutí Laetare Medal univerzity od roku 1883, kdy bylo její udělování zavedeno.

## Sporty
Sportovní týmy Notre Dame se nazývají Fighting Irish. Jsou členem Národní vysokoškolské atletické asociace (NCAA) divize I. To je nejvyšší úroveň univerzitních programů, co nabízí Americké školství. Jejich kompetentní konference, ve kterých se sportovní program Fighting Irish nachází je Atlantic Coast Conference (ACC). Předtím se sportovní program Fighting Irish řadil do Horizon League (1982–83 až 1985–86). S jednoletou přestávkou se do Horizon League opět vrátil (1987–88 až 1994–95) a poté následovalo zařazení do Big East Conference do konce sezony 2012–13. Mužskou část sportovního programu nabízí univerzita uplatnění v baseballu, basketbalu, veslování, běhu, šermu, americkému fotbalu, golfu, lednímu hokeji, lakrosu, fotbalu, plavání a potápění, tenisu a atletiku. Ženská část programu obsahuje basketbal, běh, šerm, golf, lakros, veslování, fotbal, softball, plavání a potápění, tenis, volejbal a atletiku. Tým amerického fotbalu je od svého vzniku samovolný a je jako jeden z mála Indenpendent. Od roku 2013 má podepsanou dohodu s konferencí ACC, která umožňuje se v sezoně utkat s jejich pěti členy. Šermířská část programu soutěží v Midwest Fencing Conference a hokejisté v Hockey East.

### Americký fotbal
Americký fotbal v Notre Dame má dlouholetou tradici, která sahá až do roka 1887. Tehdy se první utkání odehrálo se skupinou, kdy Notre Dame nastoupilo proti Michiganu Wolverines. Dodnes je utkání mezi těmito týmy jedno z nejsledovanější událostí, přestože úplně největším rivalem Fighting Irish je škola z Kalifornie – USC. Fighting Irish doposud vlastní 13 mistrovských titulů (ačkoliv univerzity tvrdí pouze 11). Program Notre Dame má nejvíce členů v College Football Hall of Fame. S Ohio State University soupeří o vítěze v Heisman Trophy (trofej pro nejlepšího hráče amerického fotbalu na univerzitách). A v neposlední řadě je důležité zmínit, že Notre Dame Figting Irish má největší procento vítězství.
V současné době hrají svá domácí utkání na legendárním Notre Dame Stadium. Tento stánek stojí na svém místě od roku 1929 a v letech 2016–2019 by měl být kompletně zmodernizován. Rekonstrukce stadionu by měla stát kolem $400 milionů. Celková kapacita je 80,795 a ta by měla být pouze o pár tisíc zvětšena. V roce 2007 byl vyčíslen roční zisk týmu na $22 milionů a to především díky jeho vlastního fotbalového programu. Forbes jmenoval tým jako nejcennější ze všech univerzit, když vyčíslil hodnotu týmu na $101 milionů.

## Významní absolventi

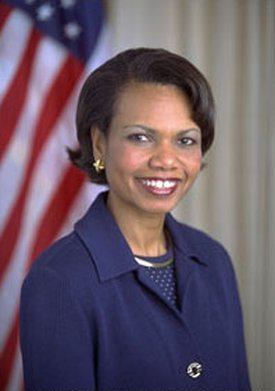
Condoleezza Rice získala na univerzitě magisterský titul v oboru politických věd.

- Bruce Babbitt, politik, bývalý guvernér Arizony, bývalý ministr vnitra USA
- Amy Coneyová Barrettová, soudkyně Nejvyššího soudu USA
- John Bellairs, spisovatel
- William Borders, arcibiskup baltimorský
- Abraham González, politik, guvernér státu Chihuahua
- Alexander Haig, bývalý ministr zahraničí USA a šéf štábu Bílého domu
- James Patrick Kelly, spisovatel
- William E. Miller, politik, kandidát na viceprezidenta USA
- Julius Nieuwland, kněz a přírodovědec
- Edwin O'Connor, spisovatel a novinář, držitel Pulitzerovy ceny
- Condoleezza Rice, politička, bývalá ministryně zahraničí USA
- Nicholas Sparks, jeden z nejúspěšnějších spisovatelů současnosti
- James Wetherbee, astronaut
- Jenny Durkan, politička, starostka Seattlu